# Бјала Писка
Бјала Писка (пољ. Biała Piska) град је у Пољској и општина у писком повјату у Варминско-Мазуријском војводству.

## Историја
Први пут се помиње као „Гаилен“ 1334. Град је основан 1428. као земљорадничко село у монашкој држави Теутонских витезова. Пољско име насеља било је Биаłа, што значи бело. Године 1454. припојио га је Пољској краљ Казимир IV Јагелонац на захтев анти-Тевтонске Пруске конфедерације, а после 1466. био је у саставу Пољске као феуд. Град је ушао у састав Пруске краљевине 1701. У периоду 1709–1711 избила је епидемија куге, која је убила, према различитим изворима, 315 или 337 становника.
Статус града Бјала Писка је добила 1722. године.

## Демографија
| 2021. |
| ----- |
| 3.986 |

## Атракције
- Барокна црква из средине XVIII века.

## Саобраћај
У граду се укрштају егионални путеви:
- 58 правац Олштинек-Бјала Писка-Шчучин
- 667 правац Елк

Кроз град пролази и железничка пруга Шчитно - Елк.